# Josef Sinn

Josef Sinn

Josef Sinn (* 16. Januar 1868 in Aachen; † 6. November 1929 ebenda) war ein deutscher Kaufmann und Politiker (Zentrum).
Josef Sinn war der Sohn des Fabrikanten Franz Sinn (1831–1911), der aus Fredeburg im Sauerland stammte und in den 1850er-Jahren in der Aachener Großkölnstraße eine „Wollen-, Weiß-, Garn-, und Kurzwarenhandlung“ gründete. Nach dem Schulbesuch wurde Josef Sinn zum Kaufmann ausgebildet. Zu diesem Zweck absolvierte er eine Lehre im belgischen Aalst und besuchte die Wirkwarenfachschule im sächsischen Limbach. 1912 wurde er Mitglied und ab 1926 stellvertretender Vorsitzender der Industrie- und Handelskammer in Aachen, in der er auch den Vorsitz über den Einzelhandelsausschuss führte.
Politisch engagierte Sinn sich in der katholischen Zentrumspartei. Am 2. Juni 1922 zog er im Nachrückverfahren für den verstorbenen Abgeordneten Josef Nacken in den Reichstag ein, in dem er bis zu seinem Ausscheiden im April 1929 den Wahlkreis 20 (Köln-Aachen) vertrat.

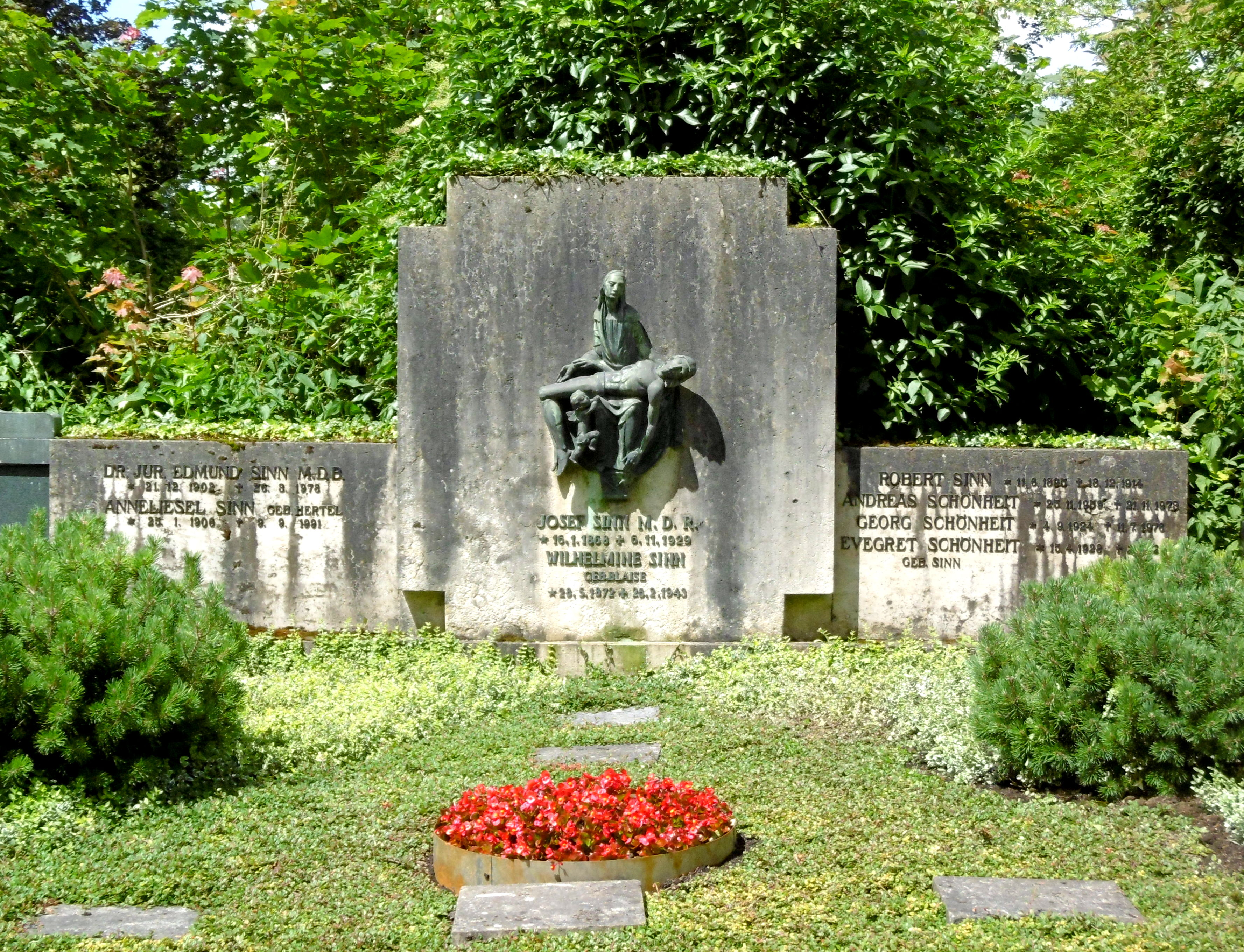
Grabstätte Fam. Sinn

Josef Sinn war verheiratet mit Wilhelmine, geborene Blaise (1842–1943), mit der er unter anderem den Sohn Edmund Sinn bekam. Josef Sinn starb am 6. November 1929 und fand seine letzte Ruhestätte auf dem Westfriedhof II in Aachen.

## Schriften
- Der Wohnsitz im bürgerlichen Gesetzbuch, 1911.